# Улица Бейрута
Улица Бейрута (арм. Բեյրութի փողոց) — короткая, около 300 метров, улица в Ереване, в центральном районе Кентрон. Проходит от улицы Мовсеса Хоренаци до улицы Григора Лусаворича. Одна из границ Детского парка.

## История
К началу 1920-х годов район улицы представлял собой городскую окраину.
В советское время была частью улицы Степана Шаумяна. После провозглашения независимости Армении (начало 1990-х годов) была переименована в улицу Парламента (Хорурдарани) в честь первого армянского парламента. В 2000 году часть улицы Парламента получила имя в честь армянского государственного и военного деятеля Вазгена Саргсяна, а часть была названа в честь города-побратима Еревана, столицы Ливана, Бейрута.

## Достопримечательности
Парк 2800-летия Еревана
Памятник Джебрану Халиль Джебрану (2007, скульптор Левон Токмаджян)

## Галерея

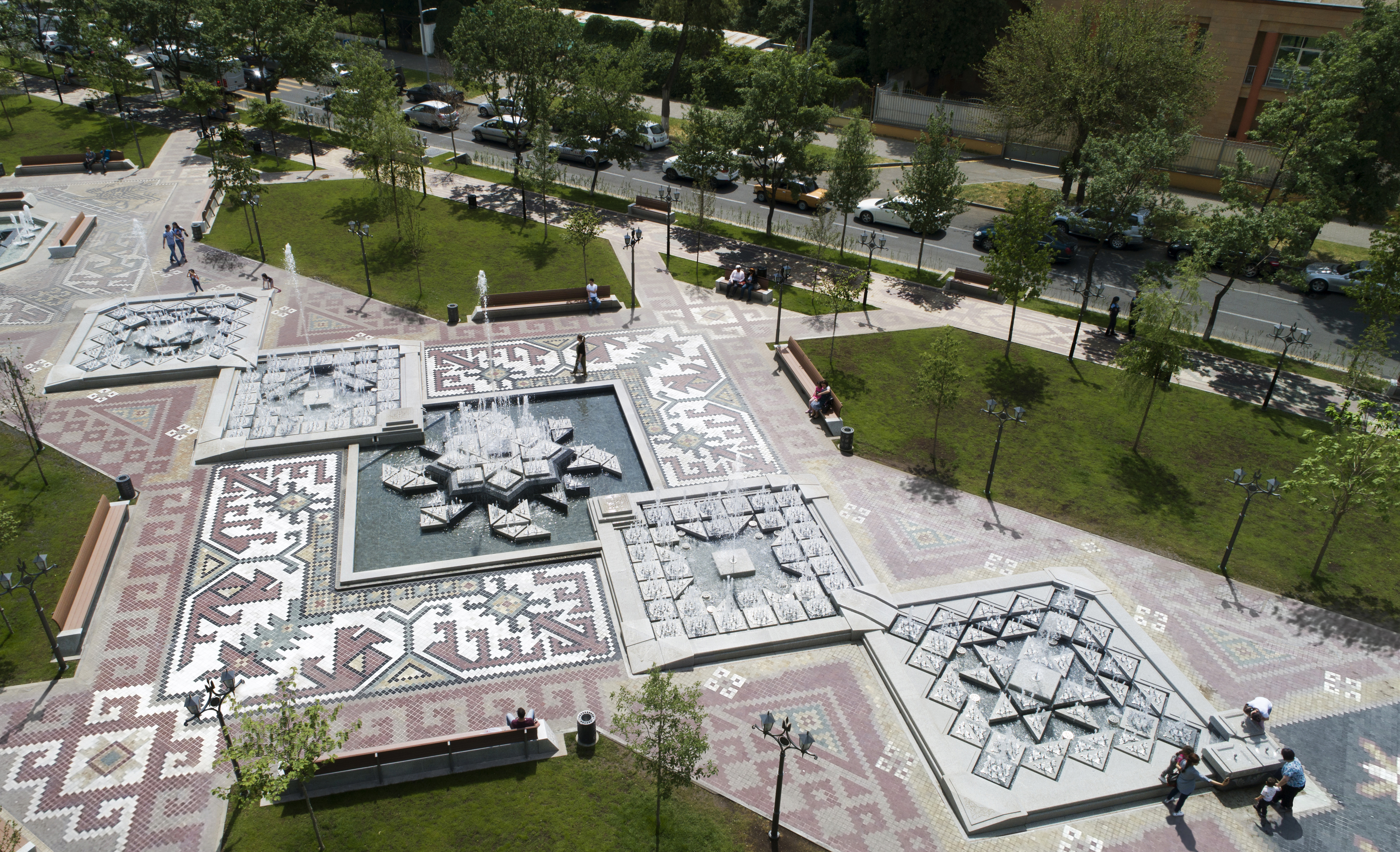
Парк 2800-летия Еревана
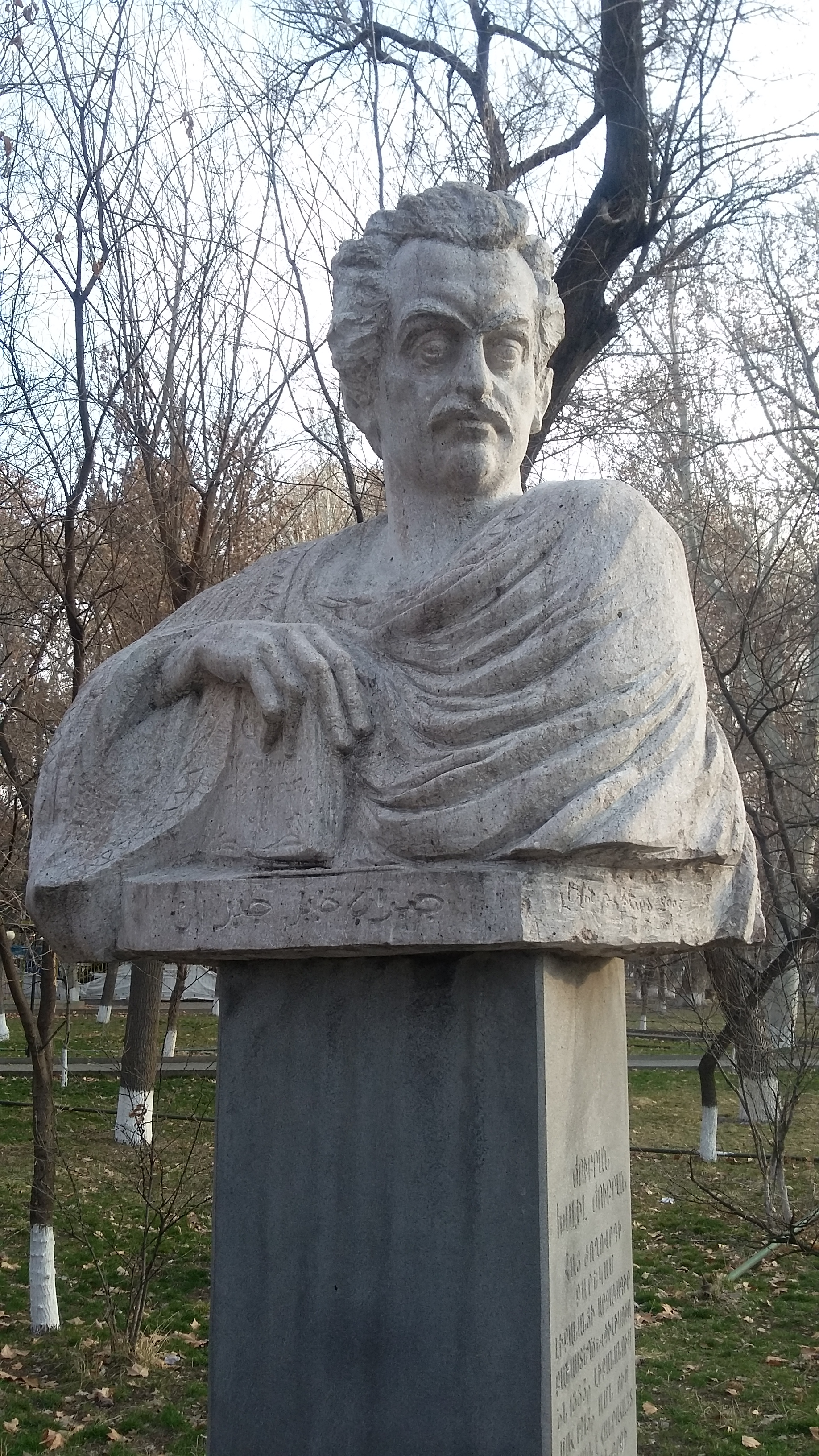
Памятник Джебрану Халиль Джебрану